# Water & Sanitation for the Urban Poor
Water & Sanitation for the Urban Poor («Вода и санитария для городской бедноты») или WSUP — британская некоммерческая организация (гибрид общественной организации и частного сектора), которая кардинально изменила традиционную благотворительную модель, развив коммерчески жизнеспособные проекты, давшие доступ к воде и санитарии для двух миллионов человек в городских трущобах развивающихся стран Азии и Африки (для пяти миллионов потребителей была существенно улучшена гигиена). Используя свои технологии и инвестиции, WSUP работает с различными муниципальными и частными компаниями коммунального сектора в Бангладеш, Индии, Гане, Кении, Мозамбике, Мали и на Мадагаскаре.
Нередко частные и коммунальные поставщики воды отказываются работать в бедных районах и неофициальных сообществах (трущобах и кварталах лачуг). WSUP тесно работает с различными поставщиками, доказывая им, что устанавливая новые бизнес-модели, они могут иметь прибыль и получать новых потребителей в этих областях. Также WSUP помогает поставщикам уменьшить количество воды, которую они теряют из-за утечек или незаконных врезок в трубопроводы. Эта вода может направляться в сообщества с низкими доходами, а сэкономленные средства могут использоваться для расширения сети.

## История
В 2006 году организацию возглавил бывший менеджер Сэм Паркер, ставший первым генеральным директором WSUP. Его два первых проекта (улучшение водоснабжения в Иринге и ремонт коллекторов в фавелах Рио-де-Жанейро) оказались финансово несостоятельными. В 2007 году в рамках программы Water for the World к деятельности WSUP присоединились компании Borealis (Вена) и Borouge (Абу-Даби), обеспечившие технические и экспертные знания. После приглашения опытных инженеров и менеджеров WSUP с 2008 года осуществил успешные проекты в Бангалоре (очистка сточных вод и оборудование туалетов в трущобах), Антананариву (перевод жителей пригорода с грязных колодцев к чистой питьевой воде из города) и кенийской Карагите (поставки чистой воды взамен загрязнённой фторидами). Вскоре WSUP получил крупный грант от Фонда Билла и Мелинды Гейтс.
В 2014 году WSUP получила премию за социальное предпринимательство от Фонда Сколла. После восьми лет работы в WSUP Сэм Паркер возглавил Shell Foundation (благотворительный фонд компании Royal Dutch Shell).